# Fort Meade (Maryland)
Pour les articles homonymes, voir Fort Meade.
Fort Meade, est un census-designated place (une zone définie pour le recensement) américain, dans l’État du Maryland.
La population de cette zone s'élevait à 9 327 habitants en 2010. Dans cette zone se trouvent l'Agence Nationale de Sécurité (NSA) et l'Agence des Systèmes d'Information de la Défense, qui sont toutes les deux situées dans le Fort George G. Meade de l'armée américaine.

## Dans la culture populaire
- Une mission du jeu vidéo Tom Clancy's Splinter Cell: Essentials se déroule à Fort Meade.